# Mustamäe
Městská část Mustamäe (estonsky Mustamäe linnaosa) je jedna z osmi městských částí estonského hlavního města Tallinnu. Zahrnuje čtvrti Kadaka, Mustamäe, Siili a Sääse. Rozkládá se asi pět kilometrů jihozápadně od centra města.
Mustamäe mělo k 1. lednu 2008 64 243 obyvatel. Charakter Mustamäe je určován rozsáhlými panelovými sídlišti vybudovanými v letech 1962-1973.